# カウントダウン・フィエスタ2006爆笑!!よしもと男祭りin志摩スペイン村
カウントダウン・フィエスタ2006爆笑!!よしもと男祭りin志摩スペイン村（カウントダウン・フィエスタにせんろくばくしょう!!よしもとおとこまつりインしまスペインむら）は、志摩スペイン村で2005年12月31日から2006年1月1日にかけて行われたカウントダウンライブのこと。

## 出演者
- フットボールアワー（司会）
- ペナルティ※
- レイザーラモンHG※
- 麒麟
- キングコング
- ザ・プラン9
- シャンプーハット
- 千鳥
- チュートリアル
- $10
- トータルテンボス
- ハリガネロック
- ビッキーズ
- ランディーズ
- レギュラー
- ロザン
- 笑い飯
- ブラックマヨネーズ（出る予定は無かったが、M-1グランプリをこの年にとったためかサプライズとして登場）
- ミサイルマン（前説）

※は、「NTVお笑いネタのグランプリ!!」のTVの中でネタをしただけでカウントダウンライブの中ではネタをしていない。だが、レギュラーは、「NTVお笑いネタのグランプリ!!」に出ていたがネタを2回している。また、キングコング、HG、レギュラー、ペナルティなど忙しいメンバーは、最後までおらず途中でヘリコプターで帰った。他のメンバーも特別番組が終わるとすぐに新幹線で帰った。

## 番組
2006年1月1日の深夜に特別番組があった。そのため上記の出演者以外にも小籔千豊やとろサーモンなどが来ていた。